# 崎齿瓢虫属
崎齿瓢虫属（学名：Afidenta）是瓢虫科下的一个属。

## 下属物种
本属包括以下物种：
- 阿里山崎齿瓢虫 Afidenta arisana Li, C.S. & E.E., Cook
- 大豆瓢虫 Afidenta misera (Weise, 1900)